# Indianapolis 500 2005
Indianapolis 500 2005 – 89. edycja wyścigu rozegranego na torze Indianapolis Motor Speedway 29 maja 2005 roku w ramach sezonu 2005 serii IRL IndyCar Series. Udział w nim wzięło 33 kierowców z 12 krajów.

## Ustawienie na starcie
| Linia | Wewnątrz | Wewnątrz               | Na środku | Na środku             | Na zewnątrz | Na zewnątrz            |
| ----- | -------- | ---------------------- | --------- | --------------------- | ----------- | ---------------------- |
| 1     | 11       | Tony Kanaan            | 6         | Sam Hornish Jr.       | 8           | Scott Sharp            |
| 2     | 16       | Danica Patrick (R)     | 3         | Hélio Castroneves (W) | 27          | Dario Franchitti       |
| 3     | 17       | Vítor Meira            | 55        | Kōsuke Matsuura       | 95          | Buddy Lazier (W)       |
| 4     | 2        | Tomáš Enge (R)         | 4         | Tomas Scheckter       | 36          | Bruno Junqueira        |
| 5     | 9        | Scott Dixon            | 5         | Adrián Fernández      | 37          | Sébastien Bourdais (R) |
| 6     | 26       | Dan Wheldon            | 24        | Roger Yasukawa        | 7           | Bryan Herta            |
| 7     | 10       | Darren Manning         | 70        | Richie Hearn          | 44          | Jeff Bucknum (R)       |
| 8     | 51       | Alex Barron            | 15        | Kenny Bräck (W)       | 33          | Ryan Briscoe (R)       |
| 9     | 83       | Patrick Carpentier (R) | 20        | Ed Carpenter          | 21          | Jaques Lazier          |
| 10    | 14       | A.J. Foyt IV           | 25        | Marty Roth            | 41          | Larry Foyt             |
| 11    | 22       | Jeff Ward              | 91        | Jimmy Kite            | 48          | Felipe Giaffone        |

- (W) = wygrał w przeszłości Indianapolis 500
- (R) = pierwszy start w Indianapolis 500

Nie zakwalifikowali się:

#15  Buddy Rice (W)

#41  Scott Mayer (R)

#91  Paul Dana (R)

#98  Arie Luyendyk Jr (R)

## Wyścig
| P                                               | Start                                      | Nr                                         | Kierowca                                   | N                                          | S                                          | Okrążeń                                    | NP                                         | Czas/Powód wycofania                      | Zespół                                    | Punkty                                    |
| ----------------------------------------------- | ------------------------------------------ | ------------------------------------------ | ------------------------------------------ | ------------------------------------------ | ------------------------------------------ | ------------------------------------------ | ------------------------------------------ | ----------------------------------------- | ----------------------------------------- | ----------------------------------------- |
| 1                                               | 16                                         | 26                                         | Dan Wheldon                                | D                                          | H                                          | 200                                        | 30                                         | 3:10:21.0769                              | Andretti Green Racing                     | 50                                        |
| 2                                               | 7                                          | 17                                         | Vítor Meira                                | P                                          | H                                          | 200                                        | 3                                          | +0.1302                                   | Rahal Letterman Racing                    | 40                                        |
| 3                                               | 18                                         | 7                                          | Bryan Herta                                | D                                          | H                                          | 200                                        | 0                                          | +0.2061                                   | Andretti Green Racing                     | 35                                        |
| 4                                               | 4                                          | 16                                         | Danica Patrick (R)                         | P                                          | H                                          | 200                                        | 19                                         | +4.5515                                   | Rahal Letterman Racing                    | 32                                        |
| 5                                               | 9                                          | 95                                         | Buddy Lazier                               | D                                          | C                                          | 200                                        | 0                                          | +4.8047                                   | Panther Racing                            | 30                                        |
| 6                                               | 6                                          | 27                                         | Dario Franchitti                           | D                                          | H                                          | 200                                        | 15                                         | +5.1450                                   | Andretti Green Racing                     | 28                                        |
| 7                                               | 3                                          | 8                                          | Scott Sharp                                | P                                          | H                                          | 200                                        | 0                                          | +5.5795                                   | Fernández Racing                          | 26                                        |
| 8                                               | 1                                          | 11                                         | Tony Kanaan                                | D                                          | H                                          | 200                                        | 54                                         | +6.3527                                   | Andretti Green Racing                     | 24                                        |
| 9                                               | 5                                          | 3                                          | Hélio Castroneves                          | D                                          | T                                          | 200                                        | 0                                          | +7.7687                                   | Team Penske                               | 22                                        |
| 10                                              | 24                                         | 33                                         | Ryan Briscoe (R)                           | P                                          | T                                          | 199                                        | 0                                          | +1 okrążenie                              | Chip Ganassi Racing                       | 20                                        |
| 11                                              | 26                                         | 20                                         | Ed Carpenter                               | D                                          | T                                          | 199                                        | 0                                          | +1 okrążenie                              | Vision Racing                             | 19                                        |
| 12                                              | 15                                         | 37                                         | Sébastien Bourdais (R)                     | P                                          | H                                          | 198                                        | 0                                          | Wypadek                                   | Newman/Haas Racing                        | 18                                        |
| 13                                              | 22                                         | 51                                         | Alex Barron                                | D                                          | T                                          | 197                                        | 0                                          | +3 okrążenia                              | Team Cheever                              | 17                                        |
| 14                                              | 14                                         | 5                                          | Adrián Fernández                           | P                                          | H                                          | 197                                        | 0                                          | +3 okrążenia                              | Fernández Racing                          | 16                                        |
| 15                                              | 33                                         | 48                                         | Felipe Giaffone                            | P                                          | T                                          | 194                                        | 0                                          | +6 okrążeń                                | A.J. Foyt Enterprises                     | 15                                        |
| 16                                              | 27                                         | 21                                         | Jaques Lazier                              | P                                          | T                                          | 189                                        | 0                                          | +11 okrążeń                               | Playa Del Racing                          | 14                                        |
| 17                                              | 8                                          | 55                                         | Kōsuke Matsuura                            | P                                          | H                                          | 186                                        | 0                                          | Wypadek                                   | Super Aguri Fernández Racing              | 13                                        |
| 18                                              | 17                                         | 24                                         | Roger Yasukawa                             | D                                          | H                                          | 167                                        | 0                                          | Awaria silnika                            | Dreyer & Reinbold Racing                  | 12                                        |
| 19                                              | 10                                         | 2                                          | Tomáš Enge (R)                             | D                                          | C                                          | 155                                        | 0                                          | Wypadek                                   | Panther Racing                            | 12                                        |
| 20                                              | 11                                         | 4                                          | Tomas Scheckter                            | D                                          | C                                          | 154                                        | 0                                          | Wypadek                                   | Panther Racing                            | 12                                        |
| 21                                              | 25                                         | 83                                         | Patrick Carpentier (R)                     | D                                          | T                                          | 153                                        | 0                                          | Awaria silnika                            | Team Cheever                              | 12                                        |
| 22                                              | 21                                         | 44                                         | Jeff Bucknum (R)                           | D                                          | H                                          | 150                                        | 0                                          | Wypadek                                   | Dreyer & Reinbold Racing                  | 12                                        |
| 23                                              | 2                                          | 6                                          | Sam Hornish Jr.                            | D                                          | T                                          | 146                                        | 77                                         | Wypadek                                   | Team Penske                               | 12+3                                      |
| 24                                              | 13                                         | 9                                          | Scott Dixon                                | P                                          | T                                          | 113                                        | 0                                          | Wypadek                                   | Chip Ganassi Racing                       | 12                                        |
| 25                                              | 20                                         | 70                                         | Richie Hearn                               | P                                          | C                                          | 112                                        | 0                                          | Wypadek                                   | Sam Schmidt Motorsports                   | 10                                        |
| 26                                              | 23                                         | 15                                         | Kenny Bräck                                | P                                          | H                                          | 92                                         | 0                                          | Awaria zawieszenia                        | Rahal Letterman Racing                    | 10                                        |
| 27                                              | 31                                         | 22                                         | Jeff Ward                                  | D                                          | T                                          | 92                                         | 0                                          | Złe prowadzenie                           | Vision Racing                             | 10                                        |
| 28                                              | 28                                         | 14                                         | A.J. Foyt IV                               | D                                          | T                                          | 84                                         | 0                                          | Złe prowadzenie                           | A.J. Foyt Enterprises                     | 10                                        |
| 29                                              | 19                                         | 10                                         | Darren Manning                             | P                                          | T                                          | 82                                         | 0                                          | Awaria mechaniczna                        | Chip Ganassi Racing                       | 10                                        |
| 30                                              | 12                                         | 36                                         | Bruno Junqueira                            | P                                          | H                                          | 76                                         | 2                                          | Wypadek                                   | Newman/Haas Racing                        | 10                                        |
| 31                                              | 29                                         | 25                                         | Marty Roth                                 | D                                          | C                                          | 47                                         | 0                                          | Czarna flaga/Złe prowadzenie              | Roth Racing                               | 10                                        |
| 32                                              | 32                                         | 91                                         | Jimmy Kite                                 | D                                          | T                                          | 47                                         | 0                                          | Czarna flaga/Złe prowadzenie              | Hemelgarn Racing                          | 10                                        |
| 33                                              | 30                                         | 41                                         | Larry Foyt                                 | D                                          | T                                          | 14                                         | 0                                          | Wypadek                                   | A.J. Foyt Enterprises                     | 10                                        |
| P                                               | Start                                      | Nr                                         | Kierowca                                   | N                                          | S                                          | Okrążeń                                    | NP                                         | Czas/Powód wycofania                      | Zespół                                    | Punkty                                    |
| Zmiany na prowadzeniu: 27 pomiędzy 7 kierowcami |                                            |                                            |                                            |                                            |                                            |                                            |                                            |                                           |                                           |                                           |
| Neutralizacje: 8 (46 okrążeń)                   |                                            |                                            |                                            |                                            |                                            |                                            |                                            |                                           |                                           |                                           |
| *N Nadwozie: D=Dallara, P=Panoz                 | *N Nadwozie: D=Dallara, P=Panoz            | *N Nadwozie: D=Dallara, P=Panoz            | *N Nadwozie: D=Dallara, P=Panoz            | *N Nadwozie: D=Dallara, P=Panoz            | *N Nadwozie: D=Dallara, P=Panoz            | *N Nadwozie: D=Dallara, P=Panoz            | *S Silnik: C=Chevrolet, H=Honda, T=Toyota  | *S Silnik: C=Chevrolet, H=Honda, T=Toyota | *S Silnik: C=Chevrolet, H=Honda, T=Toyota | *S Silnik: C=Chevrolet, H=Honda, T=Toyota |
| Wszystkie samochody używały opon Firestone      | Wszystkie samochody używały opon Firestone | Wszystkie samochody używały opon Firestone | Wszystkie samochody używały opon Firestone | Wszystkie samochody używały opon Firestone | Wszystkie samochody używały opon Firestone | Wszystkie samochody używały opon Firestone | Wszystkie samochody używały opon Firestone | *NP – liczba okrążeń na prowadzeniu       | *NP – liczba okrążeń na prowadzeniu       | *NP – liczba okrążeń na prowadzeniu       |